# Référentiel (base de données)
Pour les articles homonymes, voir Référentiel.
Un référentiel, c'est un ensemble de bases de données contenant les « références » d'un système d'information. Un référentiel clair, logique et précis est un des gages de bonne interopérabilité d'un système d'information.

## Types de référentiels et référencements
Les références d'un système d'information sont généralement classées en deux types : 
1. Données dont les applications de l'ensemble du système d'information ont besoin pour fonctionner ; les « données de référence » (ou métadonnées) ;
  - ce sont les données principales : clients, nomenclatures de produits / services, annuaires (de l'organisation, des personnes, des équipements etc.), etc,
  - elles sont décrites dans un dictionnaire de données, vocabulaire commun de l'organisation, visant à préciser leurs définitions (sens) et leurs propriétés,
  - elles sont stockées physiquement dans une base de données spéciale (ou un logiciel de groupe), o ; les applications peuvent les retrouver chaque fois qu'elles en ont besoin ;
2. Informations plus techniques qui seront utilisées pour faire évoluer une application seulement : on parle alors d' « administration des bases de données » ; ce sont des définitions, et aussi des indications sur le format de la donnée ("typage"), les conditions de sa mise à jour, son « propriétaire » (personne ou entité habilitée à la mettre à jour).

Le Master Data Management (gestion des données de référence) est un exemple de référentiel au sein d'un système d'information pour les données marketing d'une entreprise. 
Il représente le référentiel englobant 3 concepts que sont :
- le Product Information Management (gestion de l'information produit) ;
- le Digital Asset Management (gestion des données numériques) ;
- le Content Management Système .

Ces concepts peuvent disposer d'un seul et même modèle de données ou bien chacun d'un modèle de données qui lui est propre. Dans le second cas, l'interopérabilité des systèmes permettra de créer des liens entre les modèles de données.

## Utilité, fonctions
Le référentiel est en quelque sorte la colonne vertébrale d'un système d'information. 
Les règles auxquelles obéissent sa construction et sa gestion sont théoriquement purement logiques, donc relativement simples si bien pensées.
En matière de gestion de projets le référentiel des exigences (aussi appelé référentiel des besoins) est la base dans laquelle figurent toutes les exigences rassemblées pour un système. Le référentiel est l'endroit unique (l'endroit maître) des exigences qui ne peuvent ainsi se trouver nulle part ailleurs.
Le plus souvent, les documents nécessaires à la gestion de projet ont besoin de se référer aux exigences collectées du client (le maître d'ouvrage, celui qui éprouve le besoin, qui définit son budget), et ce, en de très nombreux endroits. La tentation est forte alors de "recopier" les besoins d'un endroit à l'autre, d'un document à l'autre, le plus souvent en en modifiant quelque peu les termes. La notion de référentiel s'oppose à cette pratique et c'est en cela d'ailleurs qu'on peut parler de référentiel.
On parle souvent aussi de métadonnées, concernant en général les systèmes de documentation. L'interfaçage entre les applications de documentation et des progiciels de gestion doit s'appuyer sur des métadonnées ou des données de référence cohérentes.
Tirer parti pris d’un référentiel de données revient à :
- optimiser l'opérationnel des collaborateurs ;
- améliorer les processus métiers ;
- bénéficier des opportunités offertes par les nouvelles technologies ;
- maîtriser sa donnée et les risques ;
- satisfaire les nouvelles exigences de la règlementation RGPD ;
- sécuriser et entrer dans un processus de qualité de la donnée.